# Joel Dean
Joel Dean (1906-1979) fue un economista estadounidense conocido por sus contribuciones a la teoría de las finanzas corporativas en general, y en particular al área de la evaluación de proyectos de inversión. Es considerado uno de los fundadores de la economía empresarial estadounidense. Su trabajo sobre precios sigue siendo influyente en marketing.

## Biografía
Dean nació en Vershire, Vermont, y estudió en Pomona College (A.B. 1927), Harvard Business School (MBA, 1928) y en la Universidad de Chicago (Ph.D., 1936). Su tesis doctoral se tituló "Un examen estadístico del comportamiento del costo promedio y el costo marginal". Fue uno de los fundadores de la economía empresarial con su libro "Managerial Economics" (1951) y "Capital Budgeting" (1951), traduciso al español como "Economía para directores de empresa o Economía gerencial" y "Presupuesto de Capital o política de inversiones" respectivamente.
Su investigación abarcó costos, fijación de precios, análisis de la demanda, ganancias y gestión de ganancias, así como competencia y regulaciones gubernamentales. Fue con la publicación de "Capital Budgeting" en 1951 que el Valor Presente Neto (VPN) se hizo ampliamente utilizado en las finanzas corporativas. El enfoque del Flujo de Caja Descontado y la Regla de la Tasa Interna de Retorno se popularizaron gracias a la ferviente promoción de Joel Dean Associates.
Enseñó en la Universidad de Indiana, la Universidad de Chicago y la Universidad de Columbia. Durante la Segunda Guerra Mundial, trabajó en la Oficina de Administración de Precios y también fue investigador asociado de la Cowles Commission. En 1940 fundó Joel Dean Associates, una empresa de consultoría en gestión. Fue miembro de los comités editoriales de la Revista de Economía Industrial y la Revista de Marketing durante muchos años.

## Funciones de costos
Dean descubrió que las funciones de costos de las empresas a menudo son líneas rectas en lugar de funciones en forma de S, un hecho que contradecía la suposición clásica en microeconomía. Se cree que la observación de Dean fue ignorada por los economistas convencionales, ya que requería un cambio revolucionario en la teoría microeconómica. Si la función de costos de una empresa es lineal, entonces el costo variable total es proporcional al volumen de producción y el costo marginal es constante. En este caso, la fórmula común "precio = costo marginal" no se cumple y la explicación común de por qué la curva de oferta es una función creciente del precio de mercado también falla.

## Obras seleccionadas
La obra más conocida de Joel Dean es "Capital Budgeting" (Nueva York: Columbia University Press, 1951). Su libro "Statistical Cost Estimation" (Indiana University Press, 1976), en cambio, es un libro olvidado, quizás por las razones mencionadas anteriormente.

### Otras publicaciones incluyen
- "Does Advertising Belong in the Capital Budget?" Journal of Marketing, Vol. 30, No. 4., October 1966.
- "Pricing Policies for New Products". Harvard Business Review, noviembre de 1976.
- "An Approach to Internal Profit Measurement." National Accounting Association Bulletin, marzo de 1958.
- "Better Management of Capital Expenditures through Research." Journal of Finance, mayo de 1953.
- "Break-Even Analysis and the Measure of Capital Productivity." Advanced Management, abril de 1955.
- "Cost Structures of Enterprises and Break-Even Charts", The American Economic Review, 38(2) pp. 153–164, 1948.